# Amerikansk bulldog
Amerikansk bulldog er en hunderace, der blevet fremavlet i USA på baggrund af avl mellem den oprindelige bulldog og andre hunderacer. Amerikansk bulldog er på listen over forbudte hunderacer i Danmark.

## Historie
Den oprindelige bulldog blev bragt fra Europa til Amerika før 2. verdenskrig og så anderledes ud end den amerikanske bulldog, som vi kender den i dag. Avlsarbejdet bulldoggen begyndte, hvor bulldoggen blev avlet med øvrige hunderacer, således at temperament og funktion kunne anvendes af landmænd og farmere til indfangningsarbejde af landbrugsdyr samt beskyttelse af afgrøder, der blev spist eller ødelagt af vilde hunde og vildtlevende svin.
I 1970'erne og 80'erne var det stort set kun landmænd og farmere, der anvendte den amerikanske bulldog.
I begyndelsen af 1980'erne fik tre opdrættere indflydelse på udviklingen af den amerikanske bulldog. Disse opdrættere var henholdsvis Joe Painter (Chicago), Alan Scott (Alabama) og John D. Johnson (Georgia). Disse opdrættere havde forskellige betragtninger i forhold til hvilken retning avlen skulle trækkes.
Joe Painter var primært interesseret i kamphunde[kilde mangler] og hans amerikanske bulldog blev avlet med den amerikanske Pitbull Terrier. I denne forbindelse kan det nævnes, at hunderacen Pitbull Terrier eller hvor blandinger af disse racer indgår er ulovlige i Danmark. Det er endvidere ulovligt at eje hunderacen tosa.
Alan Scott havde interesse i at avle den amerikanske bulldog i retning af ren arbejdshund.
John D. Johnson havde samme indstilling til avlsarbejdet som Alan Scott indtil sidst i 1970'erne, men ønskede derefter at avlsarbejde, der skulle fremme en større amerikansk bulldog.
I dag benyttes den amerikanske bulldog stadigvæk som arbejdshund i forbindelse med undsluppet svin samt beskyteelse mod vilde hunde. Hunden anvendes naturligvis også som kæledyr. Desværre forekommer der stadigvæk brug af 'Painter-linjen', hvor formålet er kamphunde i forbindelse med arrangerede hundeslagsmål. Fænomenet med hundekampe, hvor den amerikanske bulldog er indblandet kan spores tilbage til 1940'erne.

## Raceforbud
Den 1. juli 2010 blev den nuværende hundelov vedtaget i det danske Folketing, hvor racen amerikansk bulldog blev inkluderet i listen over forbudte hunde, der således blev ulovliggjort.Jævnfør Folketinget betegnes hunderacen, Amerikansk bulldog, som en kamp- og muskelhund.
Der eksisterer en såkaldt overgangsordning for hundeejere, som allerede på tidspunktet for vedtagelse af hundeforbuddet var i besiddelse af hunderacen amerikansk bulldog, - læs mere om overgangsordningen i artiklen Forbudte hunderacer.

## Generelt udseende
Den amerikanske bulldog er en kraftfuld og aletisk hund med kraftig muskulatur. Hanen er typisk større og mere muskulær end tæven. Kroppen er lidt længere end halen. Hovedet er stort og bredt med en bred snude. Ørene er små til medium i størrelse, der er højt sat. Fra naturen har den amerikanske bulldog ører, der falder ned, hvilket også foretrækkes som udseende. Pelsen er kort og farverne findes i hvid, farveplettet eller stribet. Albinisme er diskvalifiserende.

## Egenskaber
De essentielle egenskaber for en amerikansk bulldog er even til at fungere som arbejdshund og formår at beskytte personlig ejendom frygteløs.

## Reference
1. 1 2  Hundeloven - Bekendtgørelse af lov om hunde §1a - retsinformation.dk
2. ↑  Fishman, Abe (1999): American Bulldog. Animalia, Ltd. England. ISBN 0-9668592-4-3. Side 9-27.
3. ↑  Hundeloven - Bekendtgørelse af lov om hunde, § 1a - retsinformation.dk
4. ↑  Forslag til Lov om ændring af lov om hunde - (Se under afsnittet '2.1. Gældende ret'). Hentet den 3. juni 2014.
5. ↑  Fishman, Abe (1999): American Bulldog. Animalia, Ltd. England. ISBN 0-9668592-4-3, side 33,39.
6. ↑  Fishman, Abe (1999): American Bulldog. Animalia, Ltd. England. ISBN 0-9668592-4-3, side 34.